# Mistrzostwa świata U20 w lekkoatletyce
Mistrzostwa świata juniorów w lekkoatletyce – zawody lekkoatletyczne organizowane pod auspicjami Międzynarodowego Stowarzyszenia Federacji Lekkoatletycznych (IAAF) począwszy od 1986 roku.
W czempionacie mogą startować zawodnicy mający maksymalnie 19 lat. Impreza rozgrywana jest w interwale dwuletnim – dotychczas mistrzostwa odbyły się w 13 krajach (dwukrotnie w Kanadzie i w Polsce) na pięciu kontynentach.

## Edycje
| Edycja | Rok  | Gospodarz       | Data                | Stadion                              | Źródła                             |
| ------ | ---- | --------------- | ------------------- | ------------------------------------ | ---------------------------------- |
| I      | 1986 | Ateny           | 16–20 lipca         | Stadion Olimpijski                   | [ 2 ]                              |
| II     | 1988 | Greater Sudbury | 27–31 lipca         | Stadion Uniwersytetu Laurentyńskiego | [ 3 ]                              |
| III    | 1990 | Płowdiw         | 8–12 sierpnia       | Stadion Płowdiw                      | [ 4 ]                              |
| IV     | 1992 | Seul            | 16–20 września      | Stadion Olimpijski                   | [ 5 ]                              |
| V      | 1994 | Lizbona         | 20–24 lipca         | Estadio Universitario                | [ 6 ]                              |
| VI     | 1996 | Sydney          | 20–25 sierpnia      | Sydney Olympic Park Athletic Centre  | [ 7 ]                              |
| VII    | 1998 | Annecy          | 28 lipca–2 sierpnia | Parc Des Sports                      | [ 8 ] [ 9 ]                        |
| VIII   | 2000 | Santiago        | 17–22 października  | Estadio Nacional de Chile            | [ 10 ] [ 11 ]                      |
| IX     | 2002 | Kingston        | 16–21 lipca         | Independence Park                    | [ 12 ] [ 13 ]                      |
| X      | 2004 | Grosseto        | 12–18 lipca         | Stadio Olimpico Comunale             | [ 14 ] [ 15 ]                      |
| XI     | 2006 | Pekin           | 15 – 20 sierpnia    | Chaoyang Sports Centre               | [ 16 ] [ 17 ]                      |
| XII    | 2008 | Bydgoszcz       | 8–13 lipca          | Stadion im. Zdzisława Krzyszkowiaka  | [ 18 ] [ 19 ]                      |
| XIII   | 2010 | Moncton         | 19–25 lipca         | Stade Moncton 2010                   | [ 20 ] [ 21 ]                      |
| XIV    | 2012 | Barcelona       | 10–15 lipca         | Estadi Olímpic Lluís Companys        | [ 22 ]                             |
| XV     | 2014 | Eugene          | 22–27 lipca         | Hayward Field                        | [ 23 ] [ 24 ] [ 25 ] [ 26 ] [ 27 ] |
| XVI    | 2016 | Bydgoszcz       | 19–24 lipca         | Stadion im. Zdzisława Krzyszkowiaka  | [ 28 ] [ 29 ]                      |
| XVII   | 2018 | Tampere         | 10–15 lipca         | Ratinan stadion                      | [ 30 ]                             |
| XVIII  | 2021 | Nairobi         | 17–22 sierpnia      | Moi International Sports Centre      | [ 31 ]                             |
| XIX    | 2022 | Cali            | 1–6 sierpnia        | Estadio Olímpico Pascual Guerrero    | [ 32 ]                             |
| XX     | 2024 | Lima            | 27–31 sierpnia      | Stadion Narodowy w Limie             | [ 33 ] [ 34 ]                      |